# Nobujo Fudžiširo
Nobujo Fudžiširo (japonsko 藤代 伸世), japonski nogometaš, * 25. januar 1960.
Za japonsko reprezentanco je odigral dve uradni tekmi.